# Championnats du monde de marathon (canoë-kayak) 2011
Navigation
Championnats du monde de marathon 2010 Championnats du monde de marathon 2012
Les 19e championnats du monde de marathon en canoë-kayak de 2011 se tiennent à Singapour du 21 au 23 octobre 2011, sous l'égide de la Fédération internationale de canoë.

## Podiums

### Sénior

#### K1
| Rang               | Athlète        | Pays               | Temps           |
| ------------------ | -------------- | ------------------ | --------------- |
| Médaille d'or      | Hank McGregor  | Afrique du Sud     | 2 h 16 min 11 s |
| Médaille d'argent  | Petr Jambor    | République tchèque | 2 h 16 min 12 s |
| Médaille de bronze | Mate Petrovics | Hongrie            | 2 h 16 min 13 s |

| Rang               | Athlète      | Pays     | Temps           |
| ------------------ | ------------ | -------- | --------------- |
| Médaille d'or      | Renáta Csay  | Hongrie  | 2 h 05 min 55 s |
| Médaille d'argent  | Anna Alberti | Italie   | 2 h 07 min 36 s |
| Médaille de bronze | Anna Adamova | Tchéquie | 2 h 08 min 36 s |

#### K2
| Rang               | Athlète                        | Pays     | Temps           |
| ------------------ | ------------------------------ | -------- | --------------- |
| Médaille d'or      | Walter Bouzan Alvaro Fernandez | Espagne  | 2 h 05 min 46 s |
| Médaille d'argent  | Romain Marcaud Edwin Lucas     | France   | 2 h 06 min 04 s |
| Médaille de bronze | Jakub Adam Michael Odvarko     | Tchéquie | 2 h 06 min 08 s |

| Rang               | Athlète                          | Pays    | Temps           |
| ------------------ | -------------------------------- | ------- | --------------- |
| Médaille d'or      | Renata Csay Ramóna Farkasdi      | Hongrie | 2 h 00 min 24 s |
| Médaille d'argent  | Krisztina Bedoecs Alexandra Bara | Hongrie | 2 h 00 min 31 s |
| Médaille de bronze | Maria Perez Naiara Gómez         | Espagne | 2 h 00 min 32 s |

#### C1
| Rang               | Athlète          | Pays      | Temps           |
| ------------------ | ---------------- | --------- | --------------- |
| Médaille d'or      | Matthias Ebhardt | Allemagne | 2 h 13 min 12 s |
| Médaille d'argent  | Manuel A. Campos | Espagne   | 2 h 16 min 03 s |
| Médaille de bronze | David Mosquera   | Espagne   | 2 h 16 min 06 s |

#### C2
| Rang               | Athlète                          | Pays    | Temps           |
| ------------------ | -------------------------------- | ------- | --------------- |
| Médaille d'or      | Attila Gyore Marton Kover        | Hongrie | 2 h 01 min 57 s |
| Médaille d'argent  | Eduard Shemetylo Oleg Shpak      | Ukraine | 2 h 02 min 37 s |
| Médaille de bronze | Mateusz Kamiński Bartosz Pławski | Pologne | 2 h 05 min 11 s |

### Moins de 23 ans

#### K1
| Rang               | Athlète        | Pays        | Temps           |
| ------------------ | -------------- | ----------- | --------------- |
| Médaille d'or      | Morten Minde   | Norvège     | 1 h 56 min 49 s |
| Médaille d'argent  | Emilio Llamedo | Espagne     | 1 h 57 min 17 s |
| Médaille de bronze | Tim Pendle     | Royaume-Uni | 1 h 58 min 12 s |

| Rang               | Athlète                  | Pays     | Temps           |
| ------------------ | ------------------------ | -------- | --------------- |
| Médaille d'or      | Eva Barrios              | Espagne  | 1 h 48 min 42 s |
| Médaille d'argent  | Sofie Aastrand Jørgensen | Danemark | 1 h 49 min 56 s |
| Médaille de bronze | Lilla Horváth            | Hongrie  | 1 h 50 min 24 s |

#### C1
| Rang               | Athlète              | Pays    | Temps           |
| ------------------ | -------------------- | ------- | --------------- |
| Médaille d'or      | Manuel Garrido       | Espagne | 1 h 52 min 34 s |
| Médaille d'argent  | Kristóf Zoltán Szabó | Hongrie | 1 h 52 min 39 s |
| Médaille de bronze | Mateusz Kamiński     | Pologne | 1 h 53 min 07 s |

### Junior

#### K1
| Rang               | Athlète      | Pays        | Temps           |
| ------------------ | ------------ | ----------- | --------------- |
| Médaille d'or      | Bill Bain    | Australie   | 1 h 40 min 04 s |
| Médaille d'argent  | Jonathan Tye | Royaume-Uni | 1 h 40 min 09 s |
| Médaille de bronze | Balázs Havas | Hongrie     | 1 h 40 min 13 s |

| Rang               | Athlète         | Pays    | Temps           |
| ------------------ | --------------- | ------- | --------------- |
| Médaille d'or      | Dóra Lucz       | Hongrie | 1 h 29 min 14 s |
| Médaille d'argent  | Vanda Kiszli    | Hongrie | 1 h 29 min 27 s |
| Médaille de bronze | Linnea Stensils | Suède   | 1 h 29 min 35 s |

#### K2
| Rang               | Athlète                         | Pays               | Temps           |
| ------------------ | ------------------------------- | ------------------ | --------------- |
| Médaille d'or      | Karl Anders Sletsjøe Joar Thele | Norvège            | 1 h 32 min 37 s |
| Médaille d'argent  | James Webster Jonathan Tye      | Royaume-Uni        | 1 h 32 min 47 s |
| Médaille de bronze | Patrik Kučera Jakub Špicar      | République tchèque | 1 h 33 min 24 s |

| Rang               | Athlète                           | Pays    | Temps           |
| ------------------ | --------------------------------- | ------- | --------------- |
| Médaille d'or      | Zsofia Czellai-Voros Vanda Kiszli | Hongrie | 1 h 24 min 53 s |
| Médaille d'argent  | Cajsa Zeidler Linnea Stensils     | Suède   | 1 h 25 min 46 s |
| Médaille de bronze | Réka Hagymási Tamara Takacs       | Hongrie | 1 h 26 min 03 s |

#### C1
| Rang               | Athlète         | Pays     | Temps           |
| ------------------ | --------------- | -------- | --------------- |
| Médaille d'or      | Wiktor Głazunow | Pologne  | 1 h 31 min 04 s |
| Médaille d'argent  | Nuno Quintela   | Portugal | 1 h 32 min 07 s |
| Médaille de bronze | András Bodonyi  | Hongrie  | 1 h 34 min 39 s |

#### C2
| Rang               | Athlète                          | Pays    | Temps           |
| ------------------ | -------------------------------- | ------- | --------------- |
| Médaille d'or      | András Bodonyi Viktor Viola      | Hongrie | 1 h 23 min 37 s |
| Médaille d'argent  | Wiktor Głazunow Joshua Drojetzki | Pologne | 1 h 25 min 05 s |
| Médaille de bronze | Patrik Varga Bence Szalay        | Hongrie | 1 h 26 min 16 s |

## Tableau des médailles
| Rang  | Nation             | Or | Argent | Bronze | Total |
| ----- | ------------------ | -- | ------ | ------ | ----- |
| 1     | Hongrie            | 3  | 1      | 1      | 5     |
| 2     | Espagne            | 1  | 1      | 2      | 4     |
| 3     | Afrique du Sud     | 1  | 0      | 0      | 1     |
| -     | Allemagne          | 1  | 0      | 0      | 1     |
| 5     | République tchèque | 0  | 1      | 2      | 3     |
| 6     | France             | 0  | 1      | 0      | 1     |
| -     | Italie             | 0  | 1      | 0      | 1     |
| -     | Ukraine            | 0  | 1      | 0      | 1     |
| 9     | Pologne            | 0  | 0      | 1      | 1     |
| Total | Total              | 6  | 6      | 6      | 18    |